# Karlsruher Adressbuch

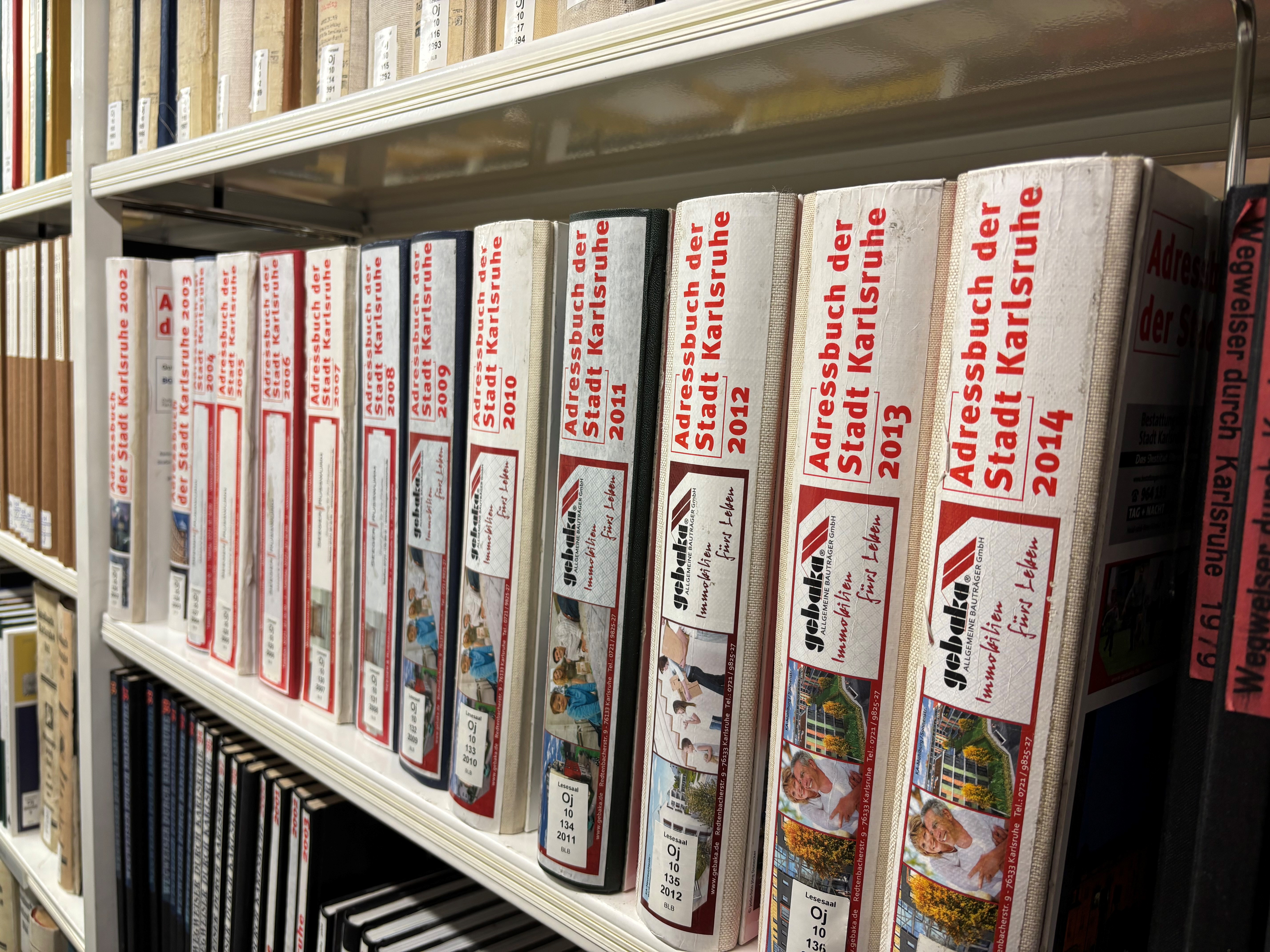
Karlsruher Adressbücher im Lesesaal der Badischen Landesbibliothek

Das Karlsruher Adressbuch erschien von 1818 bis 2014. Es enthielt Angaben zu Personen, Unternehmen, Institutionen und Behörden der Stadt. Darüber hinaus enthielten einzelne Ausgaben Artikel zu lokalgeschichtlichen Themen. Das Karlsruher Adressbuch ist eine wichtige Quelle für die Erforschung der Karlsruher Stadtgeschichte, da es als Ersatzüberlieferung für die im Zweiten Weltkrieg zerstörten Einwohnermeldeunterlagen dient.

## Geschichte

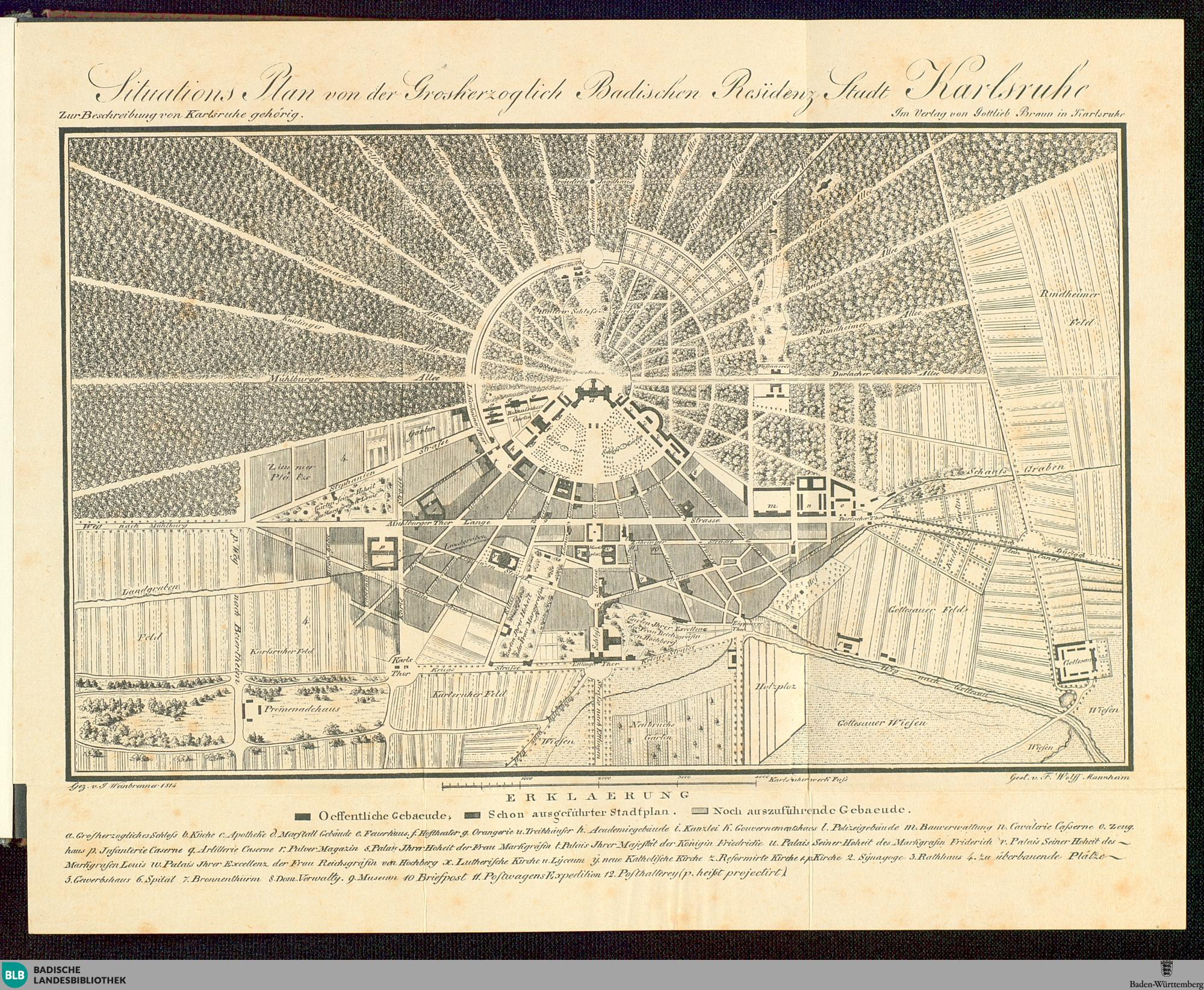
Situations Plan von der Großherzoglichen Badischen Residenz Stadt Karlsruhe

Die erste Ausgabe des Karlsruher Adressbuches, das noch unter dem Titel Wegweiser für die Großherzogliche Residenzstadt Karlsruhe erschien, wurde von den Polizey-Commisairs von Rady und Scholl zusammengestellt. Auftraggeber war Gottlieb Braun, in dessen Verlag das Adressbuch zunächst erschien. In der Einleitung wird das System der Straßenbenennung und Hausnummerierung erläutert. Der Leser erfährt, dass gerade Hausnummern auf der rechten Seite und ungerade Hausnummern auf der linken Seite stehen. Die Nummerierung erfolgt bei Straßen in Nord-Süd-Richtung vom Karlsruher Schloss aus, bei allen anderen Straßen vom Durlacher Tor aus. Die Straßennamen sind am Anfang der Straße links und am Ende der Straße rechts angebracht.
Zunächst erfolgt auf eine Auflistung der Gebäude sowie der Hausbesitzer. Danach eine Liste der Hausbewohner mit einer Angabe des Berufs. Die letzte Seite enthielt einen Stadtplan mit dem charakteristischen Fächergrundriss Karlsruhe.

Im 19. Jahrhundert wechselten die Erscheinungszyklen und Verlage recht häufig, bevor ab 1878 eine Verstetigung eintrat. Noch 1944 erscheint ein Adressbuch für die halb zerstörte Stadt. Zahlreiche Werbeanzeigen prägen diese Ausgabe. Die Auswirkungen des Krieges werden in einer kurzen Notiz dargestellt:
„Durch die Zeitumstände verursacht, sind während der Drucklegung des Adreßbuchs weit mehr Änderungen als sonst eingetreten. Diese sind in einem Nachtrag auf farbigem Papier zugesammengefaßt [...]“
Die erste Nachkriegsausgabe erschien bereits 1945/46. Mitarbeiter des Verlages und der Stadtverwaltung zogen durch die Straßen und befragten die Anwohner nach Namen und Beruf, da es kein aktuelles Einwohnermelderegister gab. In der gedruckten Ausgabe sind bewohnte und zerstörte Häuser aufgelistet. Außerdem gibt es eine tabellarische Übersicht über die umbenannten Straßen und Plätze.

Letzte Ausgabe des Karlsruher Adressbuch von 2014

Der Informationsteil wird ständig erweitert. Anstelle der heimatkundlichen Beiträge wird der Wirtschaftsteil immer umfangreicher und das Adressbuch wird zum Wirtschaftsanzeiger. 2014 erscheint das Karlsruher Adressbuch zum letzten Mal in seiner herkömmlich gedruckter Form.

## Bezeichnungen
- 1818: Wegweiser für die Großherzogliche Residenzstadt Karlsruhe / Verlag Gottlieb Braun
- 1820, 1823, 1816, 1831: Wegweiser für die Großherzogliche Residenzstadt Karlsruhe / Verlag: C.F. Müller'sche Hofbuchhandlung
- 1832: Adreßbuch der Haupt- und Residenzstadt Carlsruhe / Verlag: Ch. Th. Groos
- 1833: Adreßbuch der Haupt- und Residenzstadt Carlsruhe / Verlag: Wilhelm Hasper
- 1836: Wegweiser für die Großherzogliche Residenzstadt Karlsruhe / erlag des Cabinets für Literatur, Kunst und Musik
- 1838: Wegweiser für die Großherzogliche Residenzstadt Karlsruhe / Verlag des Artistischen Instituts
- 184, 1841: Wegweiser für die Großherzoglich badische Residenzstadt Karlsruhe / Verlag des Artistischen Instituts, Druck: F. Gutsch & Rupp
- 1842: Praktisches Taschenbüchlein der Resididenzstadt Karlsruhe / Verlag: Friedrich Hündle, Druck: F. Gutsch & Rupp
- 1843, 1845, 1846, 1849: Adreßkalender für die Residenzstadt Karlsruhe / Verlag: C.F. Müller'sche Hofbuchhandlung
- 1853, 1854: Adreßkalender für die Residenzstadt Karlsruhe / Verlag: Th. Gerbrachtschen Buchdruckerei
- 1855–1859; 1861, 1862, 1865, 1866, 1869–1872: Adreßkalender für die Residenzstadt Karlsruhe / Verlag: C.F. Müller'sche Hofbuchhandlung
- 1873, 1875, 1876, 1877: Adreßkalender für die Residenzstadt Karlsruhe / Verlag: A. Bielefeld'schen Hofbuchhandlung
- 1878–1904: Adreßbuch für die Haupt- und Residenzstadt Karlsruhe / Verlag: A. Bielefeld'schen Hofbuchhandlung, Druck: Macklot
- 1905–1919: Adreßbuch für die Haupt- und Residenzstadt Karlsruhe / Verlag: G. Braunsche Hofbuchdruckerei und Verlag
- 1920–1936: Adreßbuch der Landeshauptstadt Karlsruhe / Verlag: G. Braun
- 1937–1940: Karlsruher Adreßbuch / Verlag: G. Braun
- 1941–1944: Adreßbuch der Gau- und Landeshauptstadt Karlsruhe / Verlag: G. Braun
- 1945–2014: Adreßbuch der Stadt Karlsruhe / Verlag: G. Braun

## Digitalisate
Das Karlsruher Adressbuch steht für die Jahrgänge 1818 bis 1970 in den Digitalen Sammlungen der Badischen Landesbibliothek zur Verfügung. Die Digitalisierung wurde von der Stiftung Kulturgut Baden-Württemberg gefördert. Über eine Zeitleiste kann der gewünschte Jahrgang ausgewählt werden. Die einzelnen Ausgaben können auch im Volltext durchsucht werden.
- Karlsruher Adressbuch (Digitalisat)